# Illudium hibrtnum
Illudium hibrtnum är en tvåvingeart som beskrevs av Richter 1962. Illudium hibrtnum ingår i släktet Illudium och familjen rovflugor. Inga underarter finns listade i Catalogue of Life.